# قصر رغدان
قصر رغدان بناه الملك المؤسس عبد الله الأول بن الحسين، وهو أول صرح هاشمي في الأردن حيث كان يسكن أول أمره - لدى قدومه إلى مدينة عمان، في دار متواضعة من البناء العثماني مقابل المدرج الروماني، كما اتخذ رابية في منطقة ماركا مقراً لاستقبال الوفود وإقامة الاحتفالات.
وبعد أن نجح الملك عبد الله الأول في مفاوضاته مع الإنجليز، والحصول على اعتراف بريطاني بحكومة مستقلة في شرق الأردن، عمد الملك عبد الله الأول سنة 1924م بالتزامن مع الإعمار الهاشمي الأول إلى اختيار مكاناً مرتفعاً يطلّ على وسط مدينة عمان ليبني فيه مقرّاً لقصر الحاكم، وسمّي القصر الجديد باسم رغدان، بمعنى الرغد والهناء وليكون مبعثاً للأمل والتفاؤل؛ وهي باسم غابه رغدان الشهيره في حجاز غامد ،كما أراد أن يكون تصميم بناء القصر متمتعاً بالفخامة والجماليات المتسمة بالبساطة ومنسجماً مع التاريخ العظيم لمدينة عمّان وتميز بنوافذ زجاجية ملونة على نمط المسجد الأقصى المبارك.

## موقع قصر رغدان
يقع القصر في نهاية الهضبة الممتدة والمنفتحة نحو الغرب، والتي تسمى بالطهطور، وتعني أكوام الحجارة الكثيرة والمتراكمة. كما يجدر القول أن جبل القلعة في مدينة عمان هو جزء من منطقة الطهطور وذلك قبل إجراءات الترميم وإعادة البناء لآثار جبل القلعة. أطلق على القصر عدة مسميات منها: القصر الكبير والمقر العالي ورئاسة الديوان الأميري ورئاسة الديوان الهاشمي ثم استقر على تسمية الديوان الملكي الهاشمي حيث ضم القصور الملكية والدوائر الإدارية والتنظيمية التابعة لها.

## البناء المعماري
تظهر الوقائع التاريخية أن بناء القصر قد استغرق ثلاث سنوات، وقد ابتدأ بناؤه من عام 1924م إلى عام 1927م وبكلفة (1600 جنيه فلسطيني)، وكان أول افتتاح للقصر هو عندما استقبل الأمير عبد الله الأول الشعراء فيه. وقد قدم لبنائه المهندسون المعماريون من مدن: دمشق ونابلس والقدس، واستوحوا تصميماته في الزخرفة والتشكيل والنقش من فن العمارة الإسلامية، وبذلوا جهودهم لإبراز الطابع المعماري للقصر من خلال تزيين الواجهة الأمامية للبناء الشرقي بالزنابق ورؤوس الرماح والنوافذ القوسية الشكل والأعمدة المنحوتة والمدخل المهيب. وامتداد القصر هو عبارة عن سور طويلٌ جداً يلتقي أطرافه مع جبل القلعة. فإذا كان المرء واقفاً في وسط الساحة الهاشمية ثم أجال ببصره باتجاه الغرب نحو الأعلى فإنه يرى سور مدينة عمان بحجارته الضخمة تمتد على طول حافة الجبل - المقام عليه القصر؛ نحو بقايا القلعة القديمة بأعمدتها الضخمة فوق جبل الطهطور- التي كانت في السابق معبداً؛ وشوارعها المبلطة التي كانت أيضاً أسواقاً في السابق. زرعت بلدية عمان المنطقة المحيطة بالقصر بالأشجار الحرجية ما بين الأعوام 1931 و 1934.

## مقر الحكم
يعتبر قصر رغدان البيت الهاشمي الأول ومقراً للحكم والقيادة، وهو بيت السياسة والأمة التي تصدر منه قرارات الدولة في شؤون العلاقات الخارجية وقرارات الحكم والإرادات الملكية ومنه تعيّن الحكومات وتمنح الأوسمة والألقاب والتكريمات ويصدر العفو الخاص والعام، وتبرم الاتفاقيات والمعاهدات وكان داراً للأدب والشعر، فقد كان الملك المؤسس عبد الله الأول بن الحسين يلتقي فيه جمعاً غفيراً من الأدباء والشعراء، مثل: عمر أبو ريشة، وعبد المنعم الرفاعي، وتيسير ظبيان ونديم الملاح وحسني فريز ومحمد أبو غنيمة وبديع البستاني ومحمد الشنقيطي وحمزة العربي وعبد المحسن الكاظمي، وفؤاد الخطيب، وكامل شعيب العاملي، وضياء الدين الرفاعي، وعرار: مصطفى وهبي التل. ويجب أن يذكر أنه في ذلك الوقت عندما كانت الأزمات تشتد في أي منطقة عربية، كان قصر رغدان الملاذ الآمن الذي يأوي إليه الأحرار العرب، حيث شهد قصر رغدان سنة 1939م مهرجاناً عربياً وسياسياً وقومياً، وقد كان الشاعران مصطفى وهبي التل وفؤاد الخطيب قد ألقيا فيه قصائدهما الشعرية. جمعت هذه الجلسات في كتاب «جلسات في رغدان» للدكتور يوسف هيكل.

## مكونات القصر

صمم هذا الشعار بناءً على طلب الملك المؤسس عبد الله الأول لتكون شعار الأمة الرسمي

يتم الدخول إلى القصر من خلال المدخل الأمامي الذي يطلّ على الساحة الرئيسية، والذي ترتفع درجاته للوصول إلى مصطبة ذات سقف مرتفع أمام باب خشبي عتيق، ويعلو هذا الباب شعار الدولة الأردنية الرسمي، والذي تم إقراره بموجب القرار رقم (558) الصادر عن المجلس التنفيذي في مجلس الأمة الأردني بتاريخ 25 آب، 1934م. ويعود فكرة تصميم هذا الشعار إلى سنة 1921م حين أراد الملك المؤسس عبد الله الأول بن الحسين أن تكون للدولة الحديثة شعاراً رسمياً.
يتميز بناؤه بالحجارة الرمادية التي نقلت من معان وعمل على عمارته أمهر المعماريين من دمشق ونابلس والقدس وأرّخ لإتمام بنائه سليم الحنفي بأبيات من الشعر خطها ونقشت في سقف الديوان الرئيسي من تأليف سعيد الكرمي:
يدخل الزائر إلى القصر من خلال الباب الرئيسي والذي يؤدي به إلى بهو مستطيل، ويدلف منه إلى حجرات القصر. يجد الزائر في جهة اليمين الحجرة الصغيرة التي ترتفع فيها دكّة للصلاة مصنوعة من خشب الزان وأرضيتها مصنوعة من خشب البارنيه؛ ويذكر أن الملك المؤسس عبد الله الأول كان يمضي أوقاته في الحجرة الصغيرة للعبادة والتهجد. ويمكن الدخول بواسطة الحجرة الصغيرة إلى قاعة مستطيلة ذات ستائر جميلة التصميم والزخرفة العلوية البديعة التصميم، ويحتوي البهو على طاولة مستديرة ذات مقاعد خشبية لعقد الاجتماعات واللقاءات.
هذا من جهة اليمين، أما من جهة اليسار بالنسبة للزائر، فإنه يدخل إلى مكتب الملك المؤسس عبد الله الأول وغرفة الاستقبال، وكان له في هذا المكتب مكتبة تم نقلها فيما بعد إلى مكان آخر للحفاظ على كتبها. كما يشاهد القاعة الواسعة إلى جوار مكتب الملك المؤسس المزينة بالنقوش الجميلة في السقف. وحين يتقدم الزائر إلى الأمام في البهو الرئيسي، فإنه يصعد درجاً باتجاهين اثنين: اليمين واليسار. وأثناء صعوده فإنه يواجه لوحة زجاجية تغطّي القوس الأوسط للبناء بأكمله، وتشتمل اللوحة على رسوم تشكيلية.

## قاعة العرش
عندما يدخل الزائر قاعة العرش فإنه يواجه مدخلاً مصنوعاً من الخشب والزجاج المزين بإطار من الرخام المصقول والمرمر الأبيض، ثم يدخل إلى ساحة واسعة مرتفعة يتصدرها إيوان بيضاوي الشكل، والذي يتكون خلفيته من الشبابيك الزجاجية؛ كما يوجد مصطبة مرتفعة قليلاً، يوجد عليه كرسي العرش الهاشمي، وبجانب الكرسي منضدة عليها زاوية خشبية منحوتة باستخدام فنون الزخرفة العربية، وتستخدم الزاوية لوضع مصحف القرآن الكريم وسجل التشريفات؛ كما يوجد على اليمين علم الدولة الأردنية وعلى اليسار العلم الهاشمي (علم ملك المملكة الأردنية الهاشمية).
يبدو للناظر إلى قاعة العرش أنها تبدو متسعة، وهادئة وتضفي جواً من الوقار لأنه يتاح للزائر الفرصة في تأمل الزخارف الجميلة للسقف التي تتداخل فيها الرسومات لتشكل لوحة من لوحات الفن العربي الأصيل، والمقرنصات في الزوايا العلوية لقاعة العرش. وإلى جهة اليسار بالنسبة للزائر الذي يدخل قاعة العرش توجد بوابة واسعة ومرتفعة، تعتبر مدخلاً إلى استراحة الملك من أعباء الحكم، وتضم بداخلها بعضاً من الإهداءات المقدمة إلى الملوك الهاشميين مثل: مجسم قبة الصخرة المشرفة، والذي قدّم بمناسبة انتهاء مرحلة الاعمار الهاشمي الثالث في العام 1994م.
تم الانتهاء من بناء القاعة في عام 1927م الموافق لعام 1343 هجرية. وتمت في هذه القاعة مراسم مبايعة الملك عبد الله الأول بن الحسين على الحكم، وكما شهدت مراسم التتويج للملك عبد الله الثاني ابن الحسين. بلغت تكلفة إنشائه 1600 جنيه ساهم منها الأمير عبد الله الأول بمبلغ 700 جنيه خصمت على مدى 7 شهور من مخصصاته.

## قاعات أخرى في القصر
كما تتعدد قاعات القصر في الطوابق العلوية، وجهة الدخول إليها بواسطة بوابة العرش من اليمين أو اليسار. وجميع هذه القاعات مخصصة للاجتماعات والاستقبال والطعام والضيافة، كما توجد مكاتب خاصة للنظر في شؤون الدولة. وتتوزع في الأنحاء زوايا زجاجية وخزائن خارجة من الجدران، وتضم بداخلها سيوفاً وقطعاً أهديت للملوك الهاشميين.
كما يحتوي القصر على الغرفة الخاصة بالشريف الحسين بن علي الذي عاد للإقامة في قصر رغدان سنة 1930م، وكان قد أنهكه المرض والتعب إلى أن توفي بتاريخ 3 حزيران، 1931م. ويذكر أن المقعدين الخشبيين الذين استخدمهما الشريف الحسين بن علي لا يزالان قابعين في مكانهما.

## في الذاكرة الشعبية والشعرية

### عرار
قصيدة عرار في استقبال عبد الرحمن الشهبندر عام 1939:

### عبد المحسن الكاظمي
زار قصر رغدان في 1927 وقال فيه:

### الأمير عبد الله الأول
خلال زيارة الأمير عبد الله الأول للرصيفة عام 1934 دار الحوار مع عرار شعريا فقال الأمير:
فرد عرار قائلا:
وقال الأمير أيضا مخاطبا ضياء الدين الرفاعي:

### محمد كامل العاملي
قال في زيارته لعمان: